# Herrarnas keirin i bancykling vid olympiska sommarspelen 2000
Herrarnas keirin i bancykling vid olympiska sommarspelen 2000 ägde rum i Sydney och var två kilometer långt.

## Medaljörer
| Event            | Guld                       | Silver                  | Brons                 |
| Herrarnas keirin | Florian Rousseau Frankrike | Gary Neiwand Australien | Jens Fiedler Tyskland |

## Resultat

### Första omgången
| Placering | Namn                 | Nation     | Kvalificering |
| --------- | -------------------- | ---------- | ------------- |
| 1         | Jens Fiedler         | Tyskland   | Q             |
| 2         | Gary Neiwand         | Australien | Q             |
| 3         | Shinishi Ota         | Japan      |               |
| 4         | Lampros Vasilopoulos | Grekland   |               |
| 5         | Jaroslav Jerabek     | Slovakien  |               |
| 6         | Christian Arrue      | USA        |               |

| Placering | Namn             | Nation         | Kvalificering |
| --------- | ---------------- | -------------- | ------------- |
| 1         | Pavel Buran      | Tjeckien       | Q             |
| 2         | Roberto Chiappa  | Italien        | Q             |
| 3         | In-Young Eum     | Sydkorea       |               |
| 4         | Chris Hoy        | Storbritannien |               |
| 5         | Florian Rousseau | Frankrike      |               |
| 6         | Grzegorz Krejner | Polen          |               |
|           | Anthony Peden    | Nya Zeeland    |               |

| Placering | Namn              | Nation      | Kvalificering |
| --------- | ----------------- | ----------- | ------------- |
| 1         | Jan van Eijden    | Tyskland    | Q             |
| 2         | Frederic Magne    | Frankrike   | Q             |
| 3         | David Cabrero     | Spanien     |               |
| 4         | Marty Nothstein   | USA         |               |
| 5         | Matt Sinton       | Nya Zeeland |               |
| 6         | Yuichiro Kamiyama | Japan       |               |
|           | Ainars Kiksis     | Lettland    |               |

### Uppsamlingen
| Placering | Namn             | Nation         | Kvalificering |
| --------- | ---------------- | -------------- | ------------- |
| 1         | Ainars Kiksis    | Lettland       | Q             |
| 2         | Shinishi Ota     | Japan          | Q             |
| 3         | Grzegorz Krejner | Polen          |               |
| 4         | Matt Sinton      | Nya Zeeland    |               |
|           | Chris Hoy        | Storbritannien |               |

| Placering | Namn             | Nation      | Kvalificering |
| --------- | ---------------- | ----------- | ------------- |
| 1         | Marty Nothstein  | USA         | Q             |
| 2         | Florian Rousseau | Frankrike   | Q             |
| 3         | Anthony Peden    | Nya Zeeland |               |
| 4         | In-Young Eum     | Sydkorea    |               |
| 5         | Christian Arrue  | USA         |               |

| Placering | Namn                 | Nation    | Kvalificering |
| --------- | -------------------- | --------- | ------------- |
| 1         | David Cabrero        | Spanien   | Q             |
| 2         | Lampros Vasilopoulos | Grekland  | Q             |
| 3         | Jaroslav Jerabek     | Slovakien |               |
| 4         | Yuichiro Kamiyama    | Japan     |               |

### Andra omgången
| Placering | Namn                 | Nation    | Kvalificering |
| --------- | -------------------- | --------- | ------------- |
| 1         | Jens Fiedler         | Tyskland  | Q             |
| 2         | Jan van Eijden       | Tyskland  | Q             |
| 3         | Florian Rousseau     | Frankrike | Q             |
| 4         | Roberto Chiappa      | Italien   |               |
|           | Lampros Vasilopoulos | Grekland  |               |
|           | Ainars Kiksis        | Lettland  |               |

| Placering | Namn            | Nation     | Kvalificering |
| --------- | --------------- | ---------- | ------------- |
| 1         | Marty Nothstein | USA        | Q             |
| 2         | Gary Neiwand    | Australien | Q             |
| 3         | Frederic Magne  | Frankrike  | Q             |
| 4         | David Cabrero   | Spanien    |               |
| 5         | Pavel Buran     | Tjeckien   |               |
| 6         | Shinishi Ota    | Japan      |               |

### Final
| Placering | Namn             | Nation     |
| --------- | ---------------- | ---------- |
| 1         | Florian Rousseau | Frankrike  |
| 2         | Gary Neiwand     | Australien |
| 3         | Jens Fiedler     | Tyskland   |
| 4         | Jan van Eijden   | Tyskland   |
| 5         | Marty Nothstein  | USA        |
| 6         | Frederic Magne   | Frankrike  |